# 라 센자
라 센자(영어: La Senza Corporation)는 란제리와 의류를 판매하는 캐나다의 소매 기업이다. 라 센자 브랜드는 현재 캐나다 및 미국에 라 센자 매장을 운영하고 소유하고 있는 L 브랜즈가 소유하고 있으며 캐나다 및 유외 이외의 매장 운영을 위해 프랜차이즈 모델을 기용하고 있다.

## 마케팅 & 광고
라 센자는 광고를 하이 패션 모델로 제한하지 않고 종종 유명 인사를 사용하여 브랜드를 홍보하고 있다.
모델
빅토리아 시크릿과 마찬가지로 라 센자는 유명 패션 모델을 기용하여 제품을 홍보하고 있으며, 긴타 라피나, 로렌 골드, 페트라 넴코바, 이사벨리 폰타나, 비앙카 발티, 야밀라 디아즈, 도젠 크로스, 다니엘라 페스토바, 소피 앤더톤, 레베카 로미즌, 캐롤라인 윈버그, 엠마 헤밍, 제시카 스탐, 마리아 소콜로프스키, 니클린 렌달 등이 여러 캠페인에 등장했다.
유명 인사
이전의 유명 인사들은 ABC의 리얼리티쇼 《스타와 함께 춤을》의 테스 댈리, 여배우, 젬마 앳킨슨, 영국의 축구선수 게리 리네커의 아내와, 커머셜 지면 모델 다니엘 리네커가 있다.